# Білини
Білини (пол. Bieliny) — село на Закерзонні в Польщі, у гміні Улянув Ніжанського повіту Підкарпатського воєводства.
Населення — 1016 осіб (2011).

## Розташування
Село лежить на правому березі річки Сяну. Білини знаходяться за 7 км на південь від адміністративного центру гміни Улянова, за 15 км на південний схід від повітового центру Нисько і за 55 км на північний схід від воєводського центру Ряшева.

## Історія
Після анексії поляками Галичини західне Надсяння півтисячоліття піддавалось інтенсивній латинізації та полонізації.
За Длугошем наприкінці XV ст. село разом з довколишніми селами було у власності Ян Югошовський гербу Абданк, його брат Кельціус був місцевим пробощем. Після смерті Яна Югошовського його маєтності поділені між його братами в 1481 р.
На початку XVII ст. село потрапило у власність підчашого Перемишльської землі Станіслава Улінського.
У 1831 р. Білини зазначаються в переліку сіл, які належали до греко-католицької парафії Дубрівка Каньчузького деканату Перемишльської єпархії. На той час унаслідок насильної асиміляції українці західного Надсяння опинилися в меншості. Востаннє греко-католики в селі згадуються в 1849 р., у наступному шематизмі (1868 р.) Білини відсутні в переліку сіл парафії.
Відповідно до «Географічного словника Королівства Польського» в 1880 р. Білини знаходилось у Нисківському повіті Королівства Галичини та Володимирії Австро-Угорщини, у селі було 133 будинки і 738 мешканців.
У міжвоєнний період село входило до ґміни Улянув II Нисківського повіту Львівського воєводства Польщі.
У 1975—1998 роках село належало до Тарнобжезького воєводства.

## Демографія
Демографічна структура станом на 31 березня 2011 року:
|          | Загалом | Допрацездатний вік | Працездатний вік | Постпрацездатний вік |
| -------- | ------- | ------------------ | ---------------- | -------------------- |
| Чоловіки | 516     | 105                | 346              | 65                   |
| Жінки    | 500     | 90                 | 279              | 131                  |
| Разом    | 1016    | 195                | 625              | 196                  |